# 5520 Natori
5520 Natori (1990 RB) là một tiểu hành tinh vành đai chính được phát hiện ngày 12 tháng 9 năm 1990 bởi T. Urata ở Oohira.